# أحمر ياقوتي

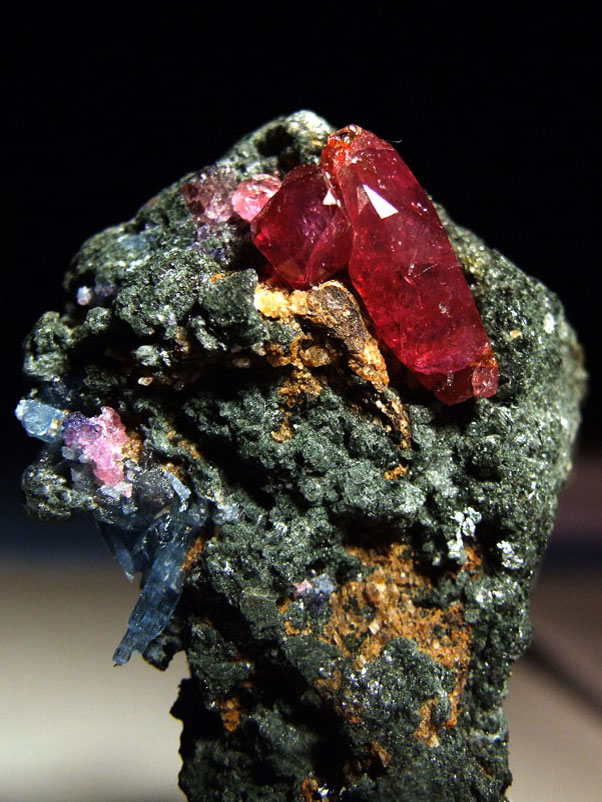
بلورات الياقوت الطبيعي من وينزا، تنزانيا

أحمر ياقوتي وهو لون منسوب إلى الحجر الكريم الياقوت بعد أن يقطع ويصقل، والذي يكون بلون أغمق من الياقوت غير المصقول.